# Encyclopædia of Mathematics
L'Encyclopædia of Mathematics est une encyclopédie de mathématiques en ligne, sous forme de wiki, accessible gratuitement. Maintenue par Michiel Hazewinkel, elle est publiée par une division de Springer. Elle est aussi disponible en CD-ROM et en livre.

## Contenu et historique
En 2002, elle contient plus de 8 000 entrées touchant divers sujets mathématiques de niveau enseignement supérieur. Le contenu de la plupart des articles est de nature technique. Le cédérom contient des animations et des objets en 3D.

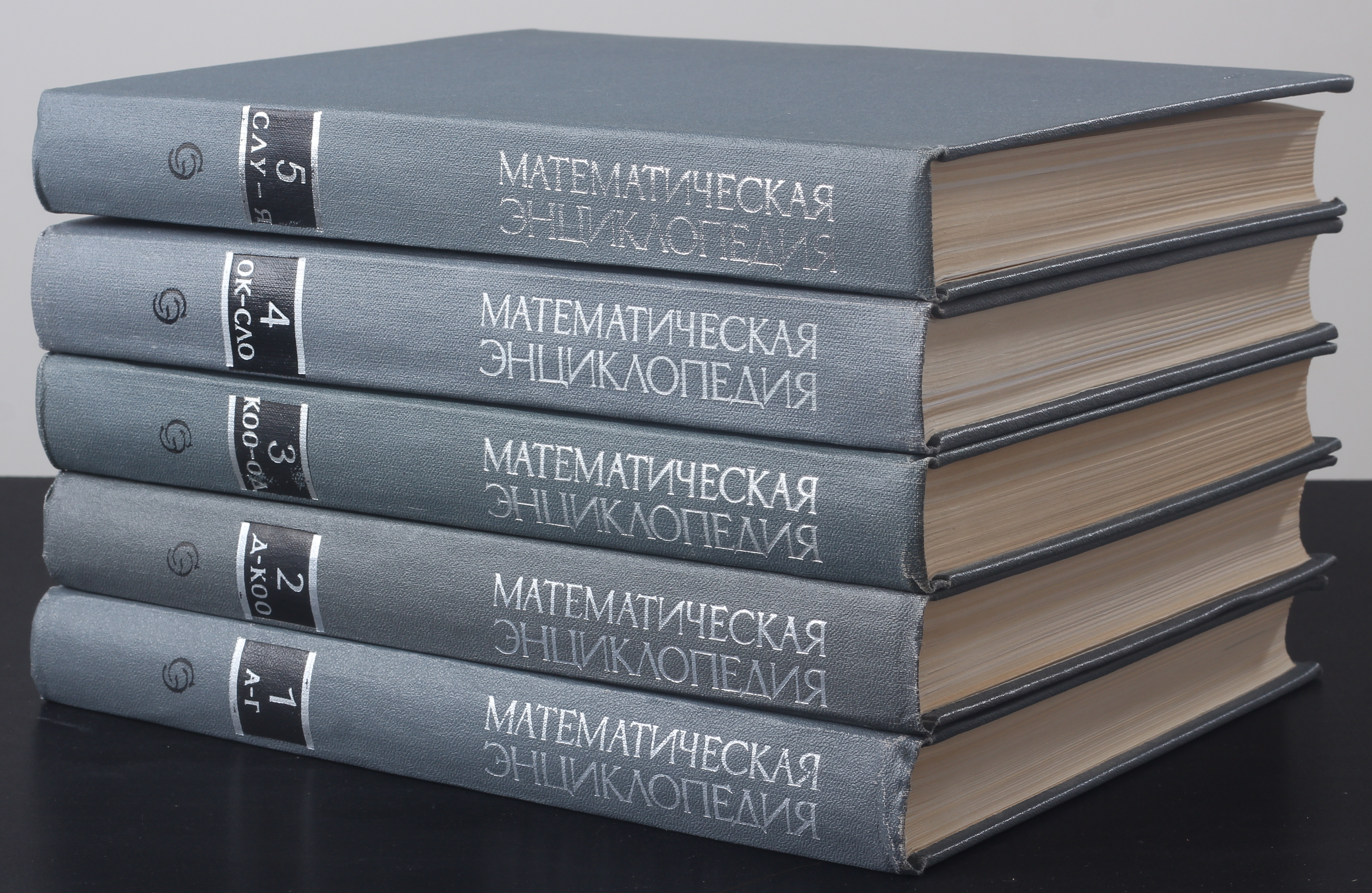
Математическая энциклопедия (Matematicheskaya entsiklopediya), version originale parue en 1977

L'encyclopédie était originellement publiée en russe sous le nom de Математическая энциклопедия (Matematicheskaya entsiklopediya) par les soins de Ivan Vinogradov. Cette première version est parue en 1977. Elle fut ensuite traduite en anglais. Plusieurs commentaires ont été ajoutés depuis, suivis de plusieurs milliers d'articles. Maintenue par Michiel Hazewinkel depuis 1987, elle était publiée par Kluwer Academic Publishers jusqu'en 2003, jusqu'à ce que Kluwer soit acquise par Springer Science+Business Media.

## Versions
- I. M. Vinogradov (éd.), Matematicheskaya entsiklopediya, 1977, Moscou, Sov. Entsiklopediya.
- M. Hazewinkel (éd.), Encyclopædia of Mathematics, vol. 1, 1987, Kluwer.  (ISBN 1-55608-000-X),
- M. Hazewinkel (éd.), Encyclopædia of Mathematics (ensemble), 1994, Kluwer.  (ISBN 1-55608-010-7)
- M. Hazewinkel (éd.), Encyclopædia of Mathematics, supplément I, 1997, Kluwer.  (ISBN 0-7923-4709-9)
- M. Hazewinkel (éd.), Encyclopædia of Mathematics, supplément II, 2000, Kluwer.  (ISBN 0-7923-6114-8)
- M. Hazewinkel (éd.), Encyclopædia of Mathematics, supplément III, 2002, Kluwer.  (ISBN 1-4020-0198-3)
- M. Hazewinkel (éd.), Encyclopædia of Mathematics on CD-ROM, 1998, Kluwer.  (ISBN 0-7923-4805-2)